# Niederbieber (Hofbieber)
Niederbieber ist einer von 16 Ortsteilen der Gemeinde Hofbieber im osthessischen Landkreis Fulda.

## Geographische Lage
Der Ort grenzt im Uhrzeigersinn im Norden beginnend an, die Ortsteile Allmus, Hofbieber, Langenbieber, Armenhof (Gemeinde Dipperz), Margretenhaun (Gemeinde Petersberg) und Wiesen.
Siedlungsplätze innerhalb der Gemarkung
- Hahlingsmühle
- Rasenmühle

## Geschichte

### Ortsgeschichte
In der Zeit 927–956 wurde „Biberaha“ erstmals urkundlich erwähnt. 
Die älteste bekannte schriftliche Erwähnung von Niederbieber erfolgte um 1300.
Zum 31. Dezember 1971 wurde die bis dahin selbstständige Gemeinde Niederbieber auf freiwilliger Basis in die Gemeinde Hofbieber eingemeindet. Wie für alle nach Hofbieber eingegliederten Gemeinden wurde auch für Niederbieber ein Ortsbezirk gebildet.

### Verwaltungsgeschichte im Überblick
Die folgende Liste zeigt die Staaten und Verwaltungseinheiten, denen Niederbieber angehört(e):
- vor 1803: Heiliges Römisches Reich, Hochstift Fulda, Amt Bieberstein
- 1803–1806: Heiliges Römisches Reich, Fürstentum Nassau-Oranien-Fulda, Fürstentum Fulda, Amt Bieberstein
- 1806–1810: Kaiserreich Frankreich, Fürstentum Fulda (Militärverwaltung)
- 1810–1813: Großherzogtum Frankfurt, Departement Fulda, Disrrikt Bieberstein
- ab 1816: Kurfürstentum Hessen, Großherzogtum Fulda, Amt Bieberstein
- ab 1821/22: Kurfürstentum Hessen, Provinz Fulda, Kreis Fulda[7][Anm. 2]
- ab 1848: Kurfürstentum Hessen, Bezirk Fulda
- ab 1851: Kurfürstentum Hessen, Provinz Fulda, Kreis Fulda
- ab 1867: Norddeutscher Bund, Königreich Preußen,[Anm. 3] Provinz Hessen-Nassau, Regierungsbezirk Kassel, Kreis Fulda
- ab 1871: Deutsches Reich,  Königreich Preußen, Provinz Hessen-Nassau, Regierungsbezirk Kassel, Kreis Fulda
- ab 1918: Deutsches Reich, Freistaat Preußen, Provinz Hessen-Nassau, Regierungsbezirk Kassel, Kreis Fulda
- ab 1944: Deutsches Reich, Freistaat Preußen, Provinz Kurhessen, Landkreis Fulda
- ab 1945: Deutsches Reich, Amerikanische Besatzungszone, Groß-Hessen, Regierungsbezirk Kassel, Landkreis Fulda
- ab 1946: Deutsches Reich, Amerikanische Besatzungszone, Hessen, Regierungsbezirk Kassel, Landkreis Fulda
- ab 1949: Bundesrepublik Deutschland, Hessen, Regierungsbezirk Kassel, Landkreis Fulda
- ab 1972: Bundesrepublik Deutschland, Land Hessen, Regierungsbezirk Kassel, Landkreis Fulda, Gemeinde Hofbieber

## Bevölkerung

### Einwohnerstruktur 2011
Nach den Erhebungen des Zensus 2011 lebten am Stichtag dem 9. Mai 2011 in Niederbieber 510 Einwohner. Darunter waren 6 (1,2 %) Ausländer.
Nach dem Lebensalter waren 114 Einwohner unter 18 Jahren, 225 waren zwischen 18 und 49, 84 zwischen 50 und 64 und 87 Einwohner waren älter.
Die Einwohner lebten in 201 Haushalten. Davon waren 57 Singlehaushalte, 45 Paare ohne Kinder und 84 Paare mit Kindern, sowie 12 Alleinerziehende und 3 Wohngemeinschaften. In 45 Haushalten lebten ausschließlich Senioren und in 138 Haushaltungen leben keine Senioren.

### Einwohnerentwicklung
- 1812: 29 Feuerstellen, 243 Seelen (mit Rasemühl)[2]

| Niederbieber: Einwohnerzahlen von 1812 bis 2023 | Niederbieber: Einwohnerzahlen von 1812 bis 2023 | Niederbieber: Einwohnerzahlen von 1812 bis 2023 | Niederbieber: Einwohnerzahlen von 1812 bis 2023 | Niederbieber: Einwohnerzahlen von 1812 bis 2023 |
| --- | ----------------------------------------------- | ----------------------------------------------- | ----------------------------------------------- | ----------------------------------------------- |
| Jahr |                                                 |                                                 |                                                 | Einwohner                                       |
| 1812 | 1812                                            |                                                 | 243                                             | 243                                             |
| 1834 | 1834                                            |                                                 | 277                                             | 277                                             |
| 1840 | 1840                                            |                                                 | 302                                             | 302                                             |
| 1846 | 1846                                            |                                                 | 291                                             | 291                                             |
| 1852 | 1852                                            |                                                 | 277                                             | 277                                             |
| 1858 | 1858                                            |                                                 | 268                                             | 268                                             |
| 1864 | 1864                                            |                                                 | 285                                             | 285                                             |
| 1871 | 1871                                            |                                                 | 261                                             | 261                                             |
| 1875 | 1875                                            |                                                 | 261                                             | 261                                             |
| 1885 | 1885                                            |                                                 | 320                                             | 320                                             |
| 1895 | 1895                                            |                                                 | 242                                             | 242                                             |
| 1905 | 1905                                            |                                                 | 239                                             | 239                                             |
| 1910 | 1910                                            |                                                 | 243                                             | 243                                             |
| 1925 | 1925                                            |                                                 | 287                                             | 287                                             |
| 1939 | 1939                                            |                                                 | 327                                             | 327                                             |
| 1946 | 1946                                            |                                                 | 449                                             | 449                                             |
| 1950 | 1950                                            |                                                 | 447                                             | 447                                             |
| 1956 | 1956                                            |                                                 | 387                                             | 387                                             |
| 1961 | 1961                                            |                                                 | 432                                             | 432                                             |
| 1967 | 1967                                            |                                                 | 456                                             | 456                                             |
| 1970 | 1970                                            |                                                 | 482                                             | 482                                             |
| 1980 | 1980                                            |                                                 | ?                                               | ?                                               |
| 1990 | 1990                                            |                                                 | ?                                               | ?                                               |
| 2000 | 2000                                            |                                                 | ?                                               | ?                                               |
| 2011 | 2011                                            |                                                 | 410                                             | 410                                             |
| 2023 | 2023                                            |                                                 | 454                                             | 454                                             |
| Datenquelle: Historisches Gemeindeverzeichnis für Hessen: Die Bevölkerung der Gemeinden 1834 bis 1967. Wiesbaden: Hessisches Statistisches Landesamt, 1968. Weitere Quellen: LAGIS; Gemeinde Hofbieber; Zensus 2011 |                                                 |                                                 |                                                 |                                                 |

### Historische Religionszugehörigkeit
| • 1885: | 230 katholische (= 100 %) Einwohner                               |
| • 1961: | 28 evangelische (= 6,48 %), 404 katholische (= 93,52 %) Einwohner |

## Politik
Für Niederbieber besteht ein Ortsbezirk (Gebiete der ehemaligen Gemeinde Niederbieber) mit Ortsbeirat und Ortsvorsteher nach der Hessischen Gemeindeordnung. Der Ortsbeirat besteht aus fünf Mitgliedern. Bei den Kommunalwahlen in Hessen 2021 betrug die Wahlbeteiligung zum Ortsbeirat 74,64 %. Alle Kandidaten gehörten der Bürgerliste an. Der Ortsbeirat wählte Klaus Hahner zum Ortsvorsteher.